# Makihara Noriyuki Concert Tour 2011-12 "Heart to Heart"
『Makihara Noriyuki Concert Tour 2011-12 "Heart to Heart"』（マキハラ・ノリユキ・コンサート・ツアー・2011-12 ハート・トゥー・ハート）は、槇原敬之14作目となる映像作品。2012年4月25日に発売。シングル「恋する心達のために」と同時発売。発売元はBuppuレーベル。

## 概要
オリジナル・アルバム『Heart to Heart』を引っ提げ、2011年9月24日からスタート、累計10万人を動員、追加7公演を含む全43公演を回った「Makihara Noriyuki Concert Tour 2011-12 "Heart to Heart"」2011年11月18日に東京国際フォーラム・ホールAにて行われた公演の模様を収録したライブDVD。

## チャート成績
発売日のDVDデイリーランキングでは第14位、DVD音楽デイリーランキングでは第4位を記録。音楽ウィークリーランキングでは第6位を記録した。

## 収録内容（DVD）

### Disc.1
1. Heart to Heart Tour Introduction
2. 幸せの鍵を胸に
3. GREEN DAYS
4. 犬はアイスが大好きだ
5. Jewel In Our Hearts (Japanese Ver.)
6. 二つのハート
7. In love again?
8. まだ見ぬ君へ
9. LOVE LETTER
10. 足音
11. White Lie
12. Appreciation

### Disc.2
1. 不安の中に手を突っ込んで
2. LUNCH TIME WARS
3. 軒下のモンスター
4. ムゲンノカナタヘ〜To infinity and beyond〜
5. 風は名前を名乗らずに
6. Remember My Name
7. 林檎の花
8. Such a Lovely Place (Encore)
9. どんなときも。 キャラメルVer. (Encore)
10. 今日の終わりにありがとうを数えよう (Encore)